# Arte de Gramática da Língua Mais Usada na Costa do Brasil
Arte de grammática da lingoa mais usada na costa do Brasil (Arte de gramática da língua mais usada na costa do Brasil) é um livro escrito por José de Anchieta e publicado em Portugal no ano de 1595.
Foi a primeira obra publicada sobre a gramática da língua tupi.